# Enova Facilities Management Services
Enova Facilities Management Services ist ein 2002 gegründetes Joint Venture von Veolia (Frankreich) und Majid Al Futtaim (Vereinigte Arabische Emirate). Die Gesellschaft, die über 2.000 Mitarbeiter beschäftigt, hat sich auf integrierte energie- und multitechnische Dienstleistungen im Energie- und Gebäudemanagement spezialisiert. Sie sollen dazu beitragen, dass die Kunden ihre „finanziellen, betrieblichen und umweltbezogenen Ziele“ erreichen können.
Bis Mitte 2015 firmierte die Gesellschaft unter ihrem ursprünglichen Namen MAF Dalkia. Die Umbenennung erfolgte im Rahmen einer ambitionierten Wachstumsplanung, zu der auch die Eröffnung einer Niederlassung in Ägypten gehörte.

## Sonstiges
Im iTunes Store bietet Enova Facilities Management Services eine Mobile App für iOS-Geräte an. Auch gibt es eine Android-Variante auf Google Play. Beide Einträge zeigen zudem, dass in der Marketingkommunikation das Unternehmen als Enova by Veolia bezeichnet wird, die tatsächliche rechtliche Bezeichnung aber Enova Facilities Management LLC lautet.